# Secretarías del Estado Zulia

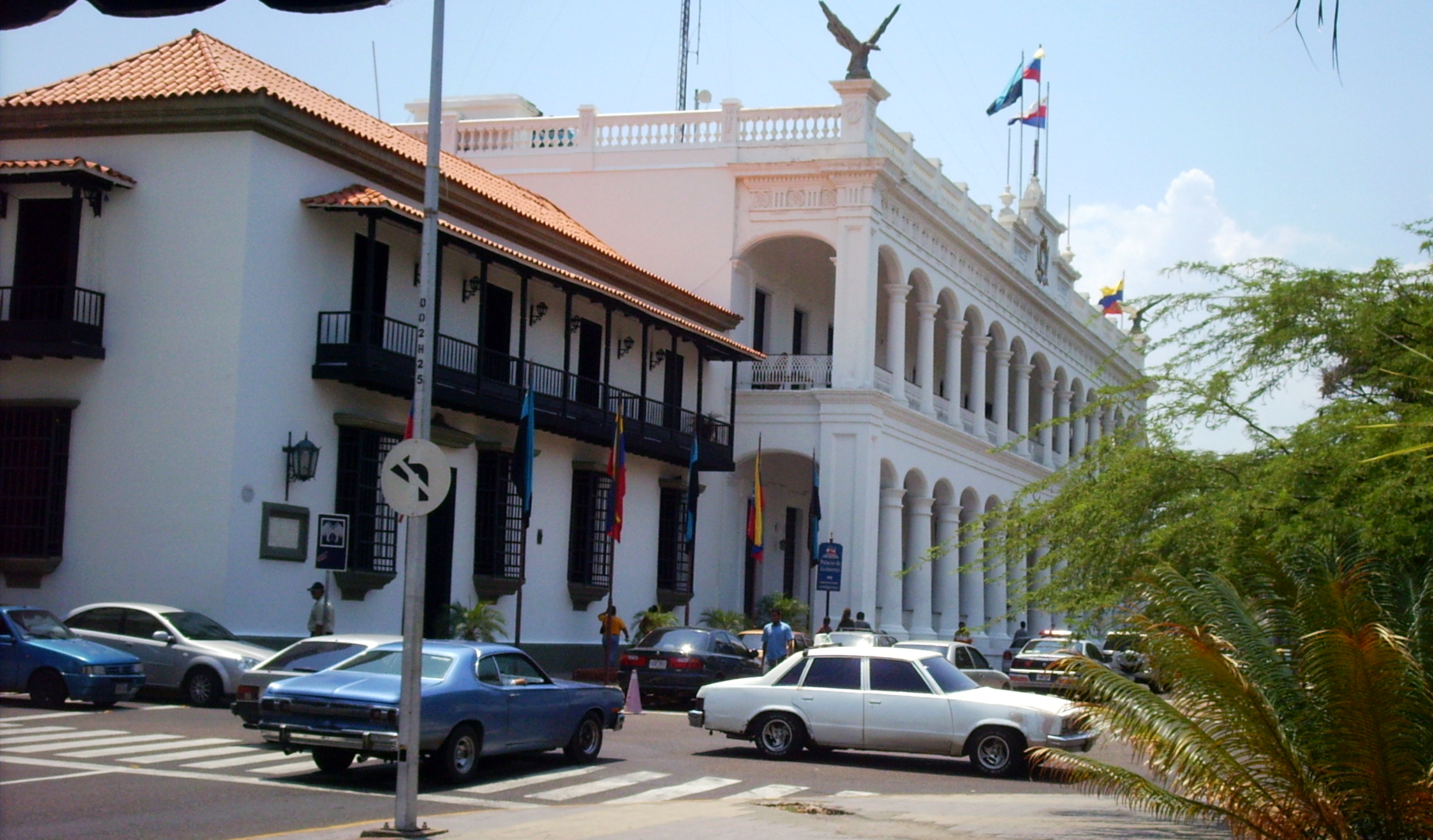
Centro de Maracaibo, al fondo, el Palacio de los Cóndores. Sede del Poder Ejecutivo y de Secretaría General de Gobierno

El Gabinete del Estado Zulia (Venezuela) es el órgano de gobierno constituido por los titulares de las secretarías del Estado que conjuntamente con el Gobernador del Estado Zulia ejercen el Poder Ejecutivo. Establecido en el Art: 83 de la Constitución del Estado Zulia:

"Los Secretarios son órganos directos del Gobernador del Estado; y, conjuntamente con éste y con el Secretario General de Gobierno, integran el Consejo de Secretarios del Estado."

En el Zulia las Secretarias se encargan del desarrollo de sus atribuciones y funciones, el gobernador tiene la facultad de nombrar libremente a los miembros de su gabinete, cada uno del cual es titular de una Secretaría de Estado que tiene a su cargo un ramo de la Administración Pública Estadal, la organización de estas dependencias y las atribuciones que cada una tienen, están fijadas por la Ley de la Administración Pública del Estado Zulia sancionada por el Poder Legislativo del Estado en el año 2004.

## Secretarías del Estado
Actualmente las secretarías de estado que forman el gabinete del Gobernador del Estado son las siguientes:
- Secretaria General de Gobierno

- Secretaria de Administración

- Secretaria de Infraestructura

- Secretaria de Educación

- Secretaria de Cultura del Estado Zulia

- Secretaria de Salud

- Secretaria de Defensa y Seguridad Ciudadana

- Secretaría de Seguridad y Orden Público

- Secretaria de Promoción y Prevención Ciudadana

- Secretaria de Planificación Estadística e Informática

- Secretaria de Estado para Asuntos Administrativos, Políticos y Laborales

- Secretaria de Promoción de Educación Superior

- Secretaria de Ambiente, Tierras y Ordenación Territorial

- Secretaria de Pueblos y Comunidades Indígenas

- Secretario de Enlace para el Municipio San Francisco

- Secretaria de Enlace para el Municipio Cabimas

- Secretaria de Enlace para el Municipio Colón

- Secretaria de Estado para los Municipios Mara

- Secretaria de Enlace para el Municipio Páez

- Secretaria de Enlace para el Municipio Jesus Enrique Losada

- Secretaria de Enlace Maracaibo Oeste

- Secretaria de Enlace para el Municipio Baralt

- Secretaria de Estado para el Municipio Miranda

- Secretaria de Estado para el Municipio Villa del Rosario

- Secretaria de Planes y Proyectos Estratégicos

- Secretaria de Desarrollo Social

- Secretaria de Desarrollo Agropecuario

- Secretaria de Desarrollo Económico

## Requisitos para ser Secretario
La Constitución del Zulia establece en su Artículo 85 que para ser Secretario se requiere: 
- Ser venezolano.
- Ser mayor de edad.
- Ser de estado seglar.

## Atribuciones de los Secretarios del Estado
De acuerdo a la Ley de la Administración Pública, en su Artículo 40:  
Son atribuciones comunes de los Secretarios:
1. Cumplir y hacer cumplir la Constitución de la República, la Constitución del Estado y las Leyes Nacionales y
Estadales.
2. Ejecutar y coordinar las políticas públicas atinentes a la materia correspondiente a sus atribuciones.
3. Autorizar y refrendar en los asuntos que le estén atribuidos las Leyes, Reglamentos, Decretos, Acuerdos,
Resoluciones y demás actos que firme el gobernador del estado.
4. Asignar al personal a su servicio las funciones de la Secretaría a su cargo, conforme a las leyes y
Reglamentos.
5. Preparar la Memoria y Cuenta anual de su Despacho y presentarla al Gobernador del estado Zulia.
6. Elaborar y presentar a la Secretaría de Administración el Proyecto de Presupuesto de Gastos de su
Despacho, de conformidad con la Ley.
7. Cuidar de la promulgación y ejecución de las Leyes y Reglamentos que deba refrendar.
8. Cumplir y hacer cumplir las órdenes que le comunique el gobernador del estado Zulia.
9. Dar cuenta en la oportunidad fijada o cuando se lo requiera el gobernador del estado, de los asuntos
realizados que cursen en la respectiva Secretaría.
10. Suscribir los actos del Despacho a su cargo, a cuyos efectos podrá autorizar a funcionarios de la Secretaría
correspondiente para que firmen por él de conformidad con lo que determine el Reglamento respectivo.
11. Comparecer al Consejo Legislativo del estado Zulia, a la Comisión Delegada o a las Comisiones Permanentes, cuando le sea solicitado expresamente para informar sobre alguna materia de su competencia.
12. Intervenir en la tramitación y expedición de los créditos adicionales relativos a su Despacho.
13. Ordenar los gastos de su Despacho de acuerdo a la Ley de Presupuesto y demás Leyes.
14. Los Secretarios tienen derecho de palabra en el Consejo Legislativo y en sus Comisiones. Podrán tomar parte en los debates del Consejo Legislativo, sin derecho a voto, y;
15. Las demás que le señalen las Leyes.